# North Sarasota
North Sarasota – jednostka osadnicza w Stanach Zjednoczonych, w stanie Floryda, w hrabstwie Sarasota.